# Roadblock: End of the Line
Roadblock: End of Line foi um evento de luta livre profissional produzido pela WWE e transmitido em formato pay-per-view e pelo WWE Network que aconteceu em 18 de dezembro de 2016 no PPG Paints Arena, na cidade de Pittsburgh, Pensilvânia, e que contou com a participação dos lutadores do Raw. Este foi o segundo evento na cronologia do Roadblock e o décimo quinto e último pay-per-view de 2016 no calendário da WWE.

## Antes do evento
Roadblock: End of the Line teve combates de luta livre profissional de diferentes lutadores com rivalidades e histórias pré-determinadas, que se desenvolveram no Raw - programa de televisão da WWE, tal como no programas transmitidos pelo WWE Network - 205 Live e Main Event. Os lutadores interpretaram um vilão ou um mocinho seguindo uma série de eventos para gerar tensão, culminando em várias lutas.
No Survivor Series, o Time Raw perdeu para o Time SmackDown na luta Survivor Series 5-contra-5 de eliminação. No Raw da noite seguinte, o campeão universal Kevin Owens interrompeu o Highlight Reel de Chris Jericho; depois de uma discussão entre os dois, eles culparam o campeão dos Estados Unidos, Roman Reigns, pela derrota da sua equipe. Em seguida, Seth Rollins exigiu um combate pelo campeonato universal, como havia-lhe sido garantido se ele fizesse parte do Time Raw. Ele então entrou em confronto com Owens e Jericho, e Reigns veio para ajudá-lo. Em seguida, o gerente geral Mick Foley agendou uma luta sem desqualificações entre Rollins e Owens, com Reigns e Jericho banidos do ringue. Jericho, disfarçado como uma fã com a máscara de Sin Cara, conseguiu interferir na luta, dando a vitória a Owens. No Raw de 28 de novembro, Owens foi o convidado especial do Highlight Reel de Jericho. Eles foram interrompidos por Reigns, que alegou que Owens não conseguia vencer um combate sem a ajuda de Jericho. Reigns então o desafiou para um combate, no qual se ganhasse receberia uma chance pelo campeonato universal no Roadblock. Owens aceitou o desafio e a luta foi oficializada por Mick Foley. Reigns venceu e recebeu a chance pelo título no Roadblock. Do mesmo modo, na semana seguinte Owens anunciou que Rollins enfrentaria Jericho no evento.
No Raw de 28 de novembro, Sasha Banks derrotou Charlotte Flair em uma luta com contagens em qualquer lugar, ganhando o Campeonato Feminino do Raw. Após a luta, o pai de Charlotte, Ric Flair, saiu e parabenizou Sasha. Na semana seguinte, Charlotte invocou sua cláusula de revanche para o Roadblock e Sasha aceitou, mas somente se fosse uma luta Iron Man de 30 minutos, na qual Charlotte aceitou.
No episódio de estreia do 205 Live em 29 de novembro, Rich Swann derrotou The Brian Kendrick e ganhou o Campeonato dos Pesos-Médios. Na semana seguinte, ele manteve o título em uma revanche contra Kendrick, que tinha também T.J. Perkins como comentarista. Após o combate, Kendrick atacou Perkins, o que resultou em um confronto entre os três. Em 12 de dezembro foi anunciado que Swann defenderia o cinturão em uma luta triple threat contra Kendrick e Perkins no Roadblock.
No Raw de 21 de novembro, Enzo Amore apareceu nu na frente de Lana. Na semana seguinte, Rusev, esposo de Lana, enfrentou Amore e perdeu depois de dar um golpe baixo em Amore. No episódio de 5 de dezembro, o casal discutiu e Enzo consolou Lana. Mais tarde naquela noite, ele recebeu uma mensagem de Lana, convidando-o para seu quarto de hotel. Quando chegou lá, os dois beberam um copo de champanhe e Lana forçou Enzo a tirar sua roupa. Rusev então apareceu e atacou Enzo antes de o arrastar para o corredor. Na semana seguinte, os dois zombaram de Enzo, mostrando replays do ataque. Big Cass apareceu e começou uma briga com Rusev. Depois disso, uma luta entre Big Cass e Rusev foi agendada para o pré-show do Roadblock.
No Raw de 21 de novembro, Mick Foley colocou Sami Zayn em uma luta contra Braun Strowman por ele não conseguir derrotar The Miz no Survivor Series e trazer o Campeonato Intercontinental para o Raw. Foley teve que cancelar o confronto depois de Strowman atacar Zayn antes do combate. Na semana seguinte Zayn exigiu uma revanche, mas Foley não aceitou. No episódio de 12 de dezembro, Zayn novamente pediu uma revanche, mas foi novamente rejeitado. Na mesma noite, Strowman comentou que Zayn não duraria dois minutos em uma luta contra ele. Depois de Zayn derrotar Jinder Mahal, Foley disse que era tudo um plano para ele mostrar que poderia vencer Strowman. Foley, em seguida, marcou um combate entre Zayn e Strowman para o Roadblock com um limite de tempo de dez minutos.
Durante várias semanas, a New Day (Big E e Kofi Kingston e Xavier Woods) tiveram que defender o Campeonato de Duplas do Raw. Nos Raws de 21 e 28 de novembro, eles venceram Cesaro e Sheamus e depois Luke Gallows e Karl Anderson, respectivamente. Em 5 de dezembro, estas duas equipes se enfrentaram para determinar os desafiantes ao título novamente; no entanto, uma briga ocorreu entre as três equipes e o combate acabou sem vencedor. Uma luta triple threat então foi marcada para semana seguinte entre as três duplas. A New Day venceu, entretanto durante a sua festa de comemoração, Woods acidentalmente derramou champanhe em Stephanie McMahon. Como punição, ela colocou a New Day em um segundo combate pelo título de duplas contra Kevin Owens e Chris Jericho. Mick Foley, em seguida, também adicionou Seth Rollins e Roman Reigns. Big E e Woods venceram de novo, e como consequência se tornaram na equipe com o reinado mais longo da história da WWE, superando o reinado de 478 dias dos Demolition (Ax e Smash). No Tribute to the Troops em 14 de dezembro, Cesaro e Sheamus derrotaram Gallows e Anderson, The Shining Stars (Epico e Primo) e The Golden Truth (Goldust e R-Truth) para se tornaram nos desafiantes ao título da New Day no Roadblock.

## Resultados
| Nº                                          | Resultados                                                                             | Estipulações                                                | Tempo |
| ------------------------------------------- | -------------------------------------------------------------------------------------- | ----------------------------------------------------------- | ----- |
| Pré- show                                   | Rusev (com Lana) derrotou Big Cass (com Enzo Amore) por contagem                       | Luta individual                                             | 4:30  |
| 1                                           | Cesaro e Sheamus derrotaram The New Day (Big E e Kofi Kingston) (c) (com Xavier Woods) | Luta de duplas pelo Campeonato de Duplas do Raw             | 10:10 |
| 2                                           | Sami Zayn derrotou Braun Strowman por chegar ao tempo limite                           | Luta individual com limite de tempo de 10 minutos           | 10:00 |
| 3                                           | Seth Rollins derrotou Chris Jericho                                                    | Luta individual                                             | 17:05 |
| 4                                           | Rich Swann (c) derrotou T.J. Perkins e The Brian Kendrick                              | Luta triple threat pelo Campeonato dos Pesos-Médios da WWE  | 6:00  |
| 5                                           | Charlotte Flair derrotou Sasha Banks (c) por 3–2 na morte súbita                       | Luta Iron Man de 30 minutos pelo Campeonato Feminino do Raw | 34:45 |
| 6                                           | Kevin Owens (c) derrotou Roman Reigns por desqualificação                              | Luta individual pelo Campeonato Universal da WWE            | 23:20 |
| (c) – Refere-se aos campeões antes da luta. |                                                                                        |                                                             |       |